# モレンゴ
モレンゴ（伊: Morengo  ( 音声ファイル)）は、イタリア共和国ロンバルディア州ベルガモ県にある、人口約2,500人の基礎自治体（コムーネ）。

## 地理

### 位置・広がり
ベルガモ県南部、セーリオ川右岸（西岸）のコムーネ。県都ベルガモから南へ18km、州都ミラノから東へ41kmの距離にある。

#### 隣接コムーネ
隣接するコムーネは以下の通り。
- バリアーノ
- ブリニャーノ・ジェーラ・ダッダ
- カラヴァッジョ
- コローニョ・アル・セーリオ
- マルティネンゴ
- パガッツァーノ
- ロマーノ・ディ・ロンバルディーア

### 地震分類
イタリアの地震リスク階級 (it) では、3 に分類される
。